# Religia w Zimbabwe
Religia w Zimbabwe – według danych z 2010 roku zdominowana jest przez chrześcijaństwo (77,99%) i tworzona głównie przez różne niezależne kościoły (41,12%, w znacznej mierze wyznania synkretyczne), denominacje protestanckie (20,79%) i katolicyzm (8,88%). Do największych wyznań protestanckich  w Zimbabwe należą: zielonoświątkowcy (22,7%), adwentyści dnia siódmego, anglikanie, metodyści, baptyści, luteranie, kalwini i Armia Zbawienia. 
Z biegiem lat wyłoniło się wiele miejscowych kościołów i grup łączących chrześcijaństwo z tradycyjnymi religiami plemiennymi. Do największych takich kościołów należą Afrykański Kościół Apostolski (7,5%) i kościoły syjonistyczne (12,2%). Chociaż kraj jest w przeważającej mierze chrześcijański, duża część społeczeństwa (19,2%) nadal praktykuje rdzenne religie.
Ewangeliczne wyznania charyzmatyczne, zielonoświątkowe i apostolskie, były najszybciej rozwijającymi się grupami religijnymi w latach 2000–2009. 
Istnieje również niewielka liczba wyznawców islamu, Świadków Jehowy, bahaizmu, mormonów, hinduizmu, judaizmu i buddyzmu. Pozostałe 1,4% społeczeństwa nie wyznaje żadnej religii.

## Statystyki

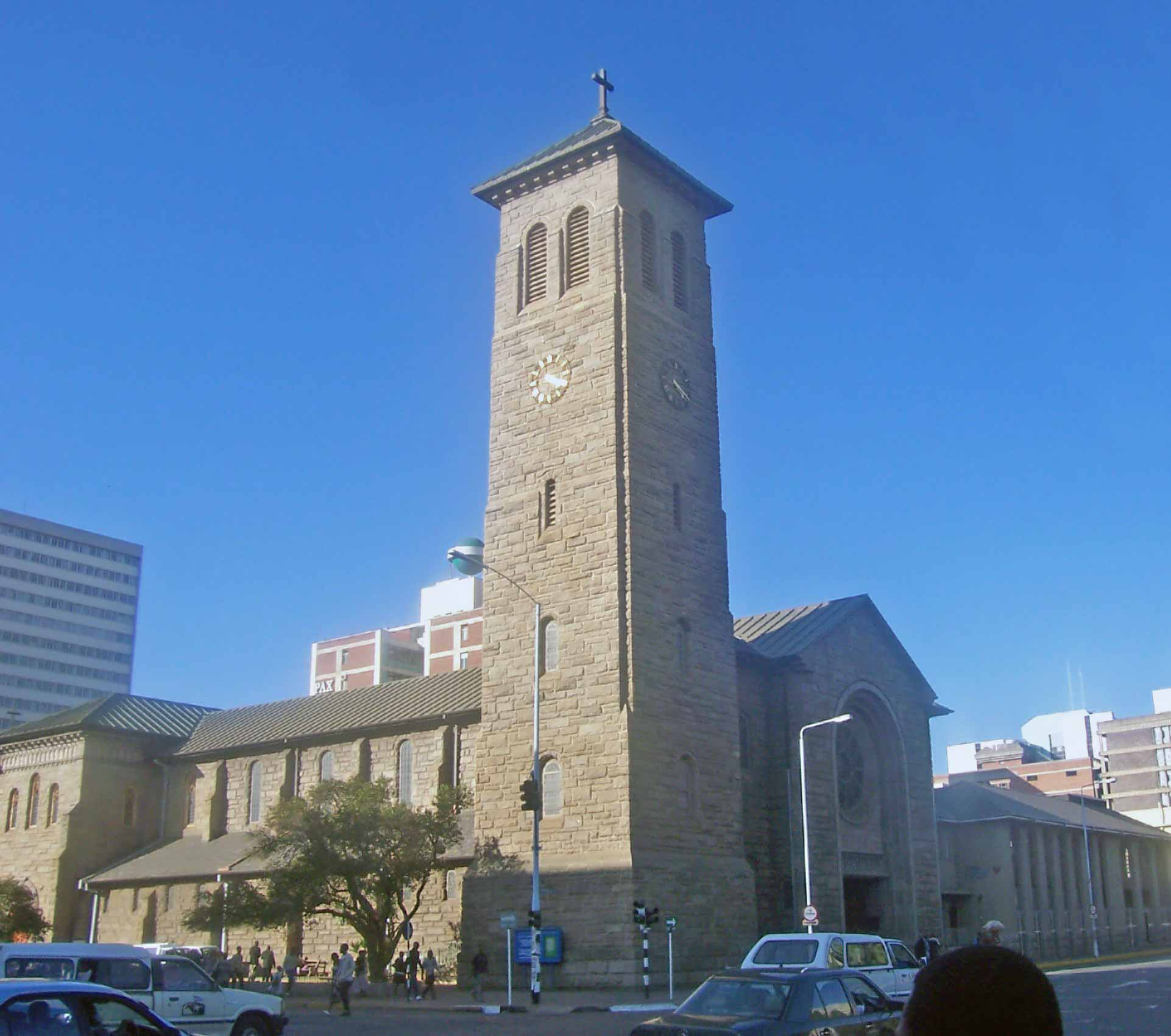
Kościół Anglikański w Harare.

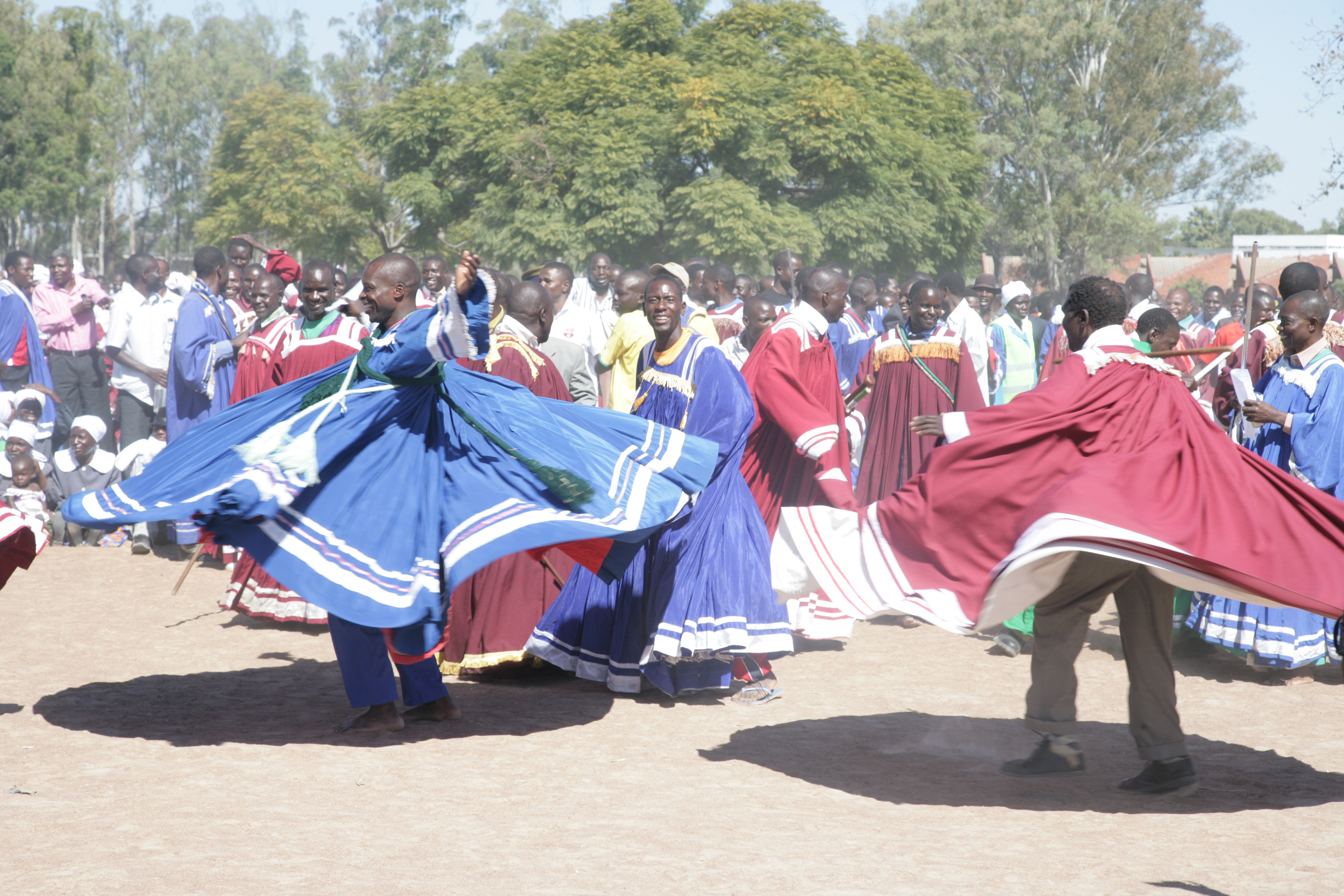
Tańczący wyznawcy kościoła syjonistycznego

Statystyki na 2010 rok według Operation World: 
| Religia/Kościół                             | Liczba miejsc kultu | Liczba wiernych | Procent ludności |
| Religie plemienne                           |                     | 2 641 999       | 19,2%            |
| Zbory Boże Zimbabwe w Afryce                | 5625                | 2,25 mln        | 16,4%            |
| Kościół katolicki                           | 216                 | 1 222 tys.      | 8,88%            |
| Afrykański Kościół Apostolski               | 343                 | 1,03 mln        | 7,5%             |
| Kościół Adwentystów Dnia Siódmego           | 1417                | 897 tys.        | 6,5%             |
| Apostolskie Kościoły Syjonu                 | 1483                | 890 tys.        | 6,5%             |
| Chrześcijański Kościół Syjonu               | 2181                | 785 tys.        | 5,7%             |
| Misja Wiary Apostolskiej Południowej Afryki | 2973                | 495 tys.        | 3,6%             |
| Kościół Anglikański                         | 1468                | 367 tys.        | 2,7%             |
| Konwencja Baptystyczna                      | 335                 | 239 tys.        | 1,7%             |
| Kościół Metodystyczny (bryt.)               | 1643                | 230 tys.        | 1,7%             |
| Kościół Ewangelicko-Luterański              | 300                 | 160 tys.        | 1,2%             |
| Islam                                       |                     | 151 365         | 1,1%             |
| Zjednoczony Kościół Metodystyczny (USA)     | 1210                | 129 tys.        | 0,94%            |
| Kościół Reformowany w Zimbabwe              | 211                 | 106 tys.        | 0,77%            |
| Zbory Boże „Back to God”                    | 297                 | 98 tys.         | 0,71%            |
| Świadkowie Jehowy                           | 960                 | 39 640          | 0,31%            |
| Mennonici                                   |                     | 50 287          | 0,3%             |
| Mormoni                                     | 80                  | 32 937          | 0,2%             |
| Bahaizm                                     |                     | 27 521          | 0,2%             |
| Hinduizm                                    |                     | 11 008          | 0,08%            |
| Judaizm                                     |                     | 2752            | 0,02%            |
| Buddyzm                                     |                     | 1376            | 0,01%            |